# Les Annales de Pétersbourg
Pour les articles homonymes, voir Annales (homonymie).
Les Annales de Pétersbourg est une chronique de l'écrivain russe Fiodor Dostoïevski datant de 1847.
Les Annales de Pétersbourg désignaient la chronique dominicale d'un grand journal local, « Les Nouvelles de Saint-Pétersbourg », confiée à divers auteurs. À la suite de la mort inattendue de l’écrivain Gouber, la rédaction se tourna en urgence vers le jeune Pléchtchéïev, qui rédigeait une chronique dans un autre journal. Pressé par le temps, il sollicita son ami Dostoïevski pour revoir sa première contribution (celle du 13 avril 1847). Dostoïevski, après avoir complètement réécrit son texte, prit ensuite en charge les numéros suivants.
Ces feuilletons abordent tous les thèmes qui préoccupaient Dostoïevski à cette époque et qu'il continuera d'explorer tout au long de son œuvre, alors âgés de 26 ans.

## Éditions françaises
- Les Annales de Pétersbourg traduit par André Markowicz, Arles, 2001,  Ed. Actes Sud, Collection Babel  (ISBN 2 7427 3196 2)